# Alexandr Markusek
Alexandr Markusek (28. listopadu 1920 – 1985) byl český fotbalista, reprezentant Československa.

## Sportovní kariéra
Za československou reprezentaci odehrál 11. května 1952 přátelské utkání s Rumunskem, které skončilo prohrou 1-3. Hrál za Vítkovice. Hrával v obraně.